# Buffalo Mine Protected Vehicle
Buffalo Mine Protected Vehicle este un autovehicul blindat contra minelor al „Force Protection Industries” din SUA, unul dintre cele mai eficiente detectoare și inactivatoare de mine de război.